# Fontarèches
Fontarèches település Franciaországban, Gard megyében. Lakosainak száma 255 fő (2022. január 1.). Fontarèches La Bruguière, Lussan, Saint-Laurent-la-Vernède, Saint-Quentin-la-Poterie és Verfeuil községekkel határos.

## Népesség
A település népességének változása:
| Lakosok száma | 108  | 89   | 148  | 226  | 255  | 258  | 263  | 252  | 247  | 255  |
|               | 1968 | 1982 | 1990 | 2006 | 2013 | 2015 | 2017 | 2019 | 2020 | 2022 |